# Olympische Winterspiele 2022/Teilnehmer (Tschechien)
| Gelbes Symbol für Goldmedaillen mit stilisierten Olympischen Ringen | Graues Symbol für Silbermedaillen mit stilisierten Olympischen Ringen | Braundes Symbol für Bronzemedaillen mit stilisierten Olympischen Ringen |
| ------------------------------------------------------------------- | --------------------------------------------------------------------- | ----------------------------------------------------------------------- |
| 1                                                                   | —                                                                     | 1                                                                       |

Tschechien nahm an den Olympischen Winterspielen 2022 in Peking mit 114 Athleten, davon 59 Männer und 55 Frauen, in 15 Spoartarten teil. Es war die achte Teilnahme des Landes an Olympischen Winterspielen.

## Medaillen

### Medaillenspiegel
| Rang   | Sportart       | Gold | Silber | Bronze | Gesamt |
| ------ | -------------- | ---- | ------ | ------ | ------ |
| 1      | Snowboard      | 1    | —      | –      | 1      |
| 2      | Eisschnelllauf | —    | —      | 1      | 1      |
| Gesamt | Gesamt         | 1    | 0      | 1      | 2      |

### Medaillengewinner
| Name/n            | Sportart       | Wettkampf             |
| ----------------- | -------------- | --------------------- |
| Gold              |                |                       |
| Ester Ledecká     | Snowboard      | Parallel-Riesenslalom |
| Bronze            |                |                       |
| Martina Sáblíková | Eisschnelllauf | 5000 m                |

## Teilnehmer nach Sportarten

### Biathlon
| Athleten                                                           | Wettbewerbe         | Zeit        | Fehler          | Rang |
| ------------------------------------------------------------------ | ------------------- | ----------- | --------------- | ---- |
| Frauen                                                             |                     |             |                 |      |
| Lucie Charvátová                                                   | 7,5 km Sprint       | 22:35,6 min | 1 (0+1)         | 25   |
| Lucie Charvátová                                                   | 10 km Verfolgung    | 39:43,2 min | 4 (2+1+0+1)     | 34   |
| Lucie Charvátová                                                   | 12,5 km Massenstart | 44:28,7 min | 5 (0+2+2+1)     | 28   |
| Lucie Charvátová                                                   | 15 km Einzel        | 44:46,6 min | 2 (0+1+0+1)     | 19   |
| Markéta Davidová                                                   | 7,5 km Sprint       | 23:11,8 min | 4 (2+2)         | 41   |
| Markéta Davidová                                                   | 10 km Verfolgung    | 38:49,8 min | 4 (1+1+1+1)     | 28   |
| Markéta Davidová                                                   | 12,5 km Massenstart | 41:11,4 min | 4 (1+0+1+2)     | 4    |
| Markéta Davidová                                                   | 15 km Einzel        | 43:44,6 min | 1 (0+0+0+1)     | 6    |
| Jessica Jislová                                                    | 7,5 km Sprint       | 22:42,7 min | 1 (1+0)         | 31   |
| Jessica Jislová                                                    | 10 km Verfolgung    | 39:54,5 min | 2 (0+1+0+1)     | 35   |
| Jessica Jislová                                                    | 15 km Einzel        | 46:17,5 min | 2 (0+1+0+1)     | 27   |
| Tereza Voborníková                                                 | 7,5 km Sprint       | 23:30,9 min | 2 (2+0)         | 58   |
| Tereza Voborníková                                                 | 10 km Verfolgung    | LAP         | LAP             | LAP  |
| Tereza Voborníková                                                 | 15 km Einzel        | 46:51,6 min | 2 (0+0+1+1)     | 34   |
| Eva Puskarčíková Markéta Davidová Jessica Jislová Lucie Charvátová | 4 × 6-km-Staffel    | 1:14:06,0 h | 1+8 (0+1 1+7)   | 8    |
| Männer                                                             |                     |             |                 |      |
| Mikulaš Karlík                                                     | 10 km Sprint        | 25:22,4 min | 1 (0+1)         | 28   |
| Mikulaš Karlík                                                     | 12,5 km Verfolgung  | 45:38,8 min | 8 (1+3+3+1)     | 42   |
| Mikulaš Karlík                                                     | 20 km Einzel        | 52:56,3 min | 3 (0+0+0+3)     | 31   |
| Michal Krčmář                                                      | 10 km Sprint        | 25:22,4 min | 1 (0+1)         | 16   |
| Michal Krčmář                                                      | 12,5 km Verfolgung  | 44:06,9 min | 7 (1+0+4+2)     | 34   |
| Michal Krčmář                                                      | 15 km Massenstart   | 41:54,9 min | 5 (0+1+1+3)     | 21   |
| Michal Krčmář                                                      | 20 km Einzel        | 55:27,9 min | 5 (0+1+3+1)     | 59   |
| Jakub Štvrtecký                                                    | 10 km Sprint        | 26:48,3 min | 3 (1+2)         | 58   |
| Jakub Štvrtecký                                                    | 12,5 km Verfolgung  | 46:32,1 min | 7 (0+3+3+1)     | 48   |
| Jakub Štvrtecký                                                    | 20 km Einzel        | 55:52,7 min | 5 (0+3+0+2)     | 65   |
| Adam Václavík                                                      | 10 km Sprint        | 26:50,2 min | 6 (2+1)         | 59   |
| Adam Václavík                                                      | 12,5 km Verfolgung  | 45:41,2 min | 6 (1+1+3+1)     | 44   |
| Milan Žemlička                                                     | 20 km Einzel        | 55:44,3 min | 2 (0+1+0+1)     | 62   |
| Jakub Štvrtecký Mikulaš Karlík Adam Václavík Michal Krčmář         | 4 × 7,5-km-Staffel  | LAP         | LAP             | 19   |
| Mixed                                                              |                     |             |                 |      |
| Jessica Jislová Markéta Davidová Mikulaš Karlík Michal Krčmář      | 4 × 6-km-Staffel    | 1:10:20,2 h | 3+17 (2+7 1+10) | 12   |

### Bob
| Athleten                                                | Wettbewerb | Lauf 1  | Lauf 1 | Lauf 2      | Lauf 2 | Lauf 3      | Lauf 3 | Lauf 4        | Lauf 4        | Gesamt      | Gesamt |
| Athleten                                                | Wettbewerb | Zeit    | Rang   | Zeit        | Rang   | Zeit        | Rang   | Zeit          | Rang          | Zeit        | Rang   |
| ------------------------------------------------------- | ---------- | ------- | ------ | ----------- | ------ | ----------- | ------ | ------------- | ------------- | ----------- | ------ |
| Männer                                                  |            |         |        |             |        |             |        |               |               |             |        |
| Dominik Dvořák Jakub Nosek                              | Zweierbob  | 59,90 s | 15     | 1:00,04 min | 11     | 1:00,20 min | 16     | 1:00,16 min   | 13            | 4:00,30 min | 15     |
| Dominik Dvořák Jan Šindelář Jakub Nosek Dominik Záleský | Viererbob  | 59,71 s | 23     | 59,80 s     | 21     | 59,65 s     | 22     | ausgeschieden | ausgeschieden | 2:59,16 min | 21     |

### Curling
| Wettbewerb      | Mixed Doubles |
| --------------- | --- |
| Athleten        | Zuzana Paulová Tomáš Paul |
| Vorrunde        | Norwegen (7:6) Schweden (4:7) Australien (8:2) Italien (2:10) Großbritannien (3:8) Schweiz (3:11) Vereinigte Staaten (10:8) Kanada (5:6) China (8:6) |
| Tie-Breaker     | ausgeschieden |
| Halbfinale      | ausgeschieden |
| Spiel um Bronze | ausgeschieden |
| Finale          | ausgeschieden |
| Rang            | 6 |

### Eishockey
| Wettbewerb                 | Frauen | Männer |
| -------------------------- | --- | --- |
| Athleten                   | Kateřina Bukolská Sára Čajanová Pavlína Horálková Klára Hymlárová Samantha Kolowratová Denisa Křížová Dominika Lásková Aneta Lédlová Alena Mills Natálie Mlýnková Kateřina Mrázová Noemi Neubauerová Tynka Pátková Daniela Pejšová Michaela Pejzlová Klára Peslarová Vendula Přibylová Tereza Radová Lenka Serdar Viktorie Švejdová Aneta Tejralová Tereza Vanišová Kateřina Zechovská | Patrik Bartošák Roman Červenka Michael Frolík Šimon Hrubec Tomáš Hyka Jakub Jeřábek Lukáš Klok Ronald Knot Jan Kovář David Krejčí Tomáš Kundrátek Radan Lenc Vojtěch Mozík David Musil Michal Řepík Lukáš Sedlák David Sklenička Jiří Smejkal Vladimír Sobotka Michael Špaček Matěj Stránský Libor Šulák Roman Will Hynek Zohorna Tomáš Zohorna |
| Trainer                    | Tomáš Panica | Filip Pešán |
| Gruppenphase               | China 3:1 (1:0, 1:1, 1:0) Schweden 3:1 (1:0, 1:1, 1:0) Dänemark 2:3 (1:1, 1:1, 0:1) Japan 2:3 n. P. (0:1, 1:0, 1:1, 0:0, 0:1) | Dänemark 1:2 (0:2, 1:0, 0:0) Schweiz 2:1 n. P. (1:1, 0:0, 0:0, 0:0, 1:0) ROC 6:5 n. V. (1:1, 2:1, 2:3, 1:0) |
| Viertelfinal-Qualifikation | – | Schweiz 2:4 (1:2, 0:1, 1:1) |
| Viertelfinale              | Vereinigte Staaten 1:4 (0:0, 1:1, 0:3) | ausgeschieden |
| Rang                       | 7 | 9 |

### Eiskunstlauf
| Athleten                                                                                              | Wettbewerbe    | Kurzprogramm/ Rhythmustanz | Kurzprogramm/ Rhythmustanz | Kür/ Kürtanz  | Kür/ Kürtanz  | Gesamt | Gesamt |
| Athleten                                                                                              | Wettbewerbe    | Punkte                     | Rang                       | Punkte        | Rang          | Punkte | Rang   |
| --- | -------------- | -------------------------- | -------------------------- | ------------- | ------------- | ------ | ------ |
| Frauen                                                                                                |                |                            |                            |               |               |        |        |
| Eliška Březinová                                                                                      | Einzel         | 64,31                      | 12                         | 111,10        | 21            | 175,41 | 20     |
| Männer                                                                                                |                |                            |                            |               |               |        |        |
| Michal Březina                                                                                        | Einzel         | 75,19                      | 25                         | ausgeschieden | ausgeschieden | 75,19  | 25     |
| Mixed                                                                                                 |                |                            |                            |               |               |        |        |
| Natálie Taschlerová Filip Taschler                                                                    | Eistanz        | 67,22                      | 17                         | 101,10        | 17            | 168,32 | 16     |
| Jelizaveta Žuková Martin Bidař                                                                        | Paarlauf       | 54,64                      | 17                         | ausgeschieden | ausgeschieden | 54,64  | 17     |
| Michal Březina Eliška Březinová Jelizaveta Žuková / Martin Bidař Natálie Taschlerová / Filip Taschler | Teamwettbewerb | 15                         | 8                          | ausgeschieden | ausgeschieden | 15     | 8      |

### Eisschnelllauf
| Athleten          | Wettbewerbe | Zeit        | Rang   |
| ----------------- | ----------- | ----------- | ------ |
| Frauen            |             |             |        |
| Martina Sáblíková | 3000 m      | 4:00,34 min | 4      |
| Martina Sáblíková | 5000 m      | 6:50,09 min | Bronze |
| Nikola Zdráhalová | 500 m       | 39,18 s     | 25     |
| Nikola Zdráhalová | 1000 m      | 1:18,75 min | 27     |
| Nikola Zdráhalová | 1500 m      | 1:59,54 min | 21     |
| Nikola Zdráhalová | 3000 m      | 4:13,13 min | 18     |

### Freestyle-Skiing
| Athleten       | Wettbewerbe | Qualifikation | Qualifikation | Achtelfinale | Viertelfinale | Halbfinale    | Finale        | Rang |
| Athleten       | Wettbewerbe | Zeit          | Rang          | Rang         | Rang          | Rang          | Rang          | Rang |
| -------------- | ----------- | ------------- | ------------- | ------------ | ------------- | ------------- | ------------- | ---- |
| Frauen         |             |               |               |              |               |               |               |      |
| Nikol Kučerová | Skicross    | 1:21,96 min   | 23            | 3            | ausgeschieden | ausgeschieden | ausgeschieden | 23   |

### Nordische Kombination
| Athleten                                           | Wettbewerb                               | Skispringen | Skispringen | Skispringen | Langlauf    | Langlauf | Rang |
| Athleten                                           | Wettbewerb                               | Weite       | Punkte      | Rang        | Zeit        | Rang     | Rang |
| -------------------------------------------------- | ---------------------------------------- | ----------- | ----------- | ----------- | ----------- | -------- | ---- |
| Männer                                             |                                          |             |             |             |             |          |      |
| Lukáš Daněk                                        | Gundersenwettkampf (Normalschanze/10 km) | 97,0 m      | 98,2        | 25          | 27:41,8 min | 21       | 21   |
| Lukáš Daněk                                        | Gundersenwettkampf (Großschanze/10 km)   | 117,0 m     | 86,1        | 31          | 31:07,3 min | 30       | 30   |
| Ondřej Pažout                                      | Gundersenwettkampf (Normalschanze/10 km) | 96,0 m      | 99,9        | 22          | 28:31,4 min | 29       | 29   |
| Ondřej Pažout                                      | Gundersenwettkampf (Großschanze/10 km)   | 123,5 m     | 99,0        | 20          | 30:29,7 min | 29       | 29   |
| Tomáš Portyk                                       | Gundersenwettkampf (Normalschanze/10 km) | 97,0 m      | 110,8       | 13          | 27:16,4 min | 20       | 20   |
| Tomáš Portyk                                       | Gundersenwettkampf (Großschanze/10 km)   | 128,0 m     | 97,8        | 22          | 30:20,6 min | 27       | 27   |
| Jan Vytrval                                        | Gundersenwettkampf (Normalschanze/10 km) | 92,5 m      | 93,5        | 29          | 28:04,7 min | 26       | 26   |
| Jan Vytrval                                        | Gundersenwettkampf (Großschanze/10 km)   | 125,0 m     | 97,0        | 23          | 29:17,1 min | 18       | 18   |
| Lukáš Daněk Ondřej Pažout Tomáš Portyk Jan Vytrval | Teamwettbewerb                           | 455,0 m     | 320,1       | 9           | 57:07,0 min | 9        | 9    |

### Rennrodeln
| Athlet                                                     | Wettbewerb   | Lauf 1       | Lauf 1 | Lauf 2       | Lauf 2 | Lauf 3       | Lauf 3 | Lauf 4        | Lauf 4        | Gesamt       | Gesamt |
| Athlet                                                     | Wettbewerb   | Zeit         | Rang   | Zeit         | Rang   | Zeit         | Rang   | Zeit          | Rang          | Zeit         | Rang   |
| ---------------------------------------------------------- | ------------ | ------------ | ------ | ------------ | ------ | ------------ | ------ | ------------- | ------------- | ------------ | ------ |
| Frauen                                                     |              |              |        |              |        |              |        |               |               |              |        |
| Anna Čežíková                                              | Einsitzer    | 1:00,392 min | 28     | 1:01,169 min | 30     | 1:00,101 min | 29     | ausgeschieden | ausgeschieden | 3:01,662 min | 30     |
| Männer                                                     |              |              |        |              |        |              |        |               |               |              |        |
| Michael Lejsek                                             | Einsitzer    | 59,542 s     | 28     | 59,945 s     | 31     | 1:00,080 min | 32     | ausgeschieden | ausgeschieden | 2:59,567 min | 30     |
| Zdeněk Pěkný Filip Vejdělek                                | Doppelsitzer | 58,703 s     | 6      | 58,734 s     | 4      | —            | —      | —             | —             | 1:57,437 min | 5      |
| Mixed                                                      |              |              |        |              |        |              |        |               |               |              |        |
| Anna Čežíková Michael Lejsek Zdeněk Pěkný / Filip Vejdělek | Teamstaffel  | 3:09,556 min | 10     | —            | —      | —            | —      | —             | —             | 3:09,556 min | 10     |

### Shorttrack
| Athlet           | Wettbewerb | Vorlauf  | Vorlauf | Viertelfinale | Viertelfinale | Halbfinale    | Halbfinale    | Finale A/B             | Finale A/B    | Rang |
| Athlet           | Wettbewerb | Zeit     | Rang    | Zeit          | Rang          | Zeit          | Rang          | Zeit                   | Rang          | Rang |
| ---------------- | ---------- | -------- | ------- | ------------- | ------------- | ------------- | ------------- | ---------------------- | ------------- | ---- |
| Frauen           |            |          |         |               |               |               |               |                        |               |      |
| Michaela Hrůzová | 500 m      | 45,060 s | 3       | ausgeschieden | ausgeschieden | ausgeschieden | ausgeschieden | ausgeschieden          | ausgeschieden | 24   |
| Michaela Hrůzová | 1500 m     | —        | —       | 2:21,278 min  | 4             | 2:21,386 min  | 4             | B-Finale: 2:46,664 min | 7             | 14   |

### Skeleton
| Athlet            | Wettbewerbe | Lauf 1      | Lauf 1 | Lauf 2      | Lauf 2 | Lauf 3      | Lauf 3 | Lauf 4      | Lauf 4 | Gesamt      | Gesamt |
| Athlet            | Wettbewerbe | Zeit        | Rang   | Zeit        | Rang   | Zeit        | Rang   | Zeit        | Rang   | Zeit        | Rang   |
| ----------------- | ----------- | ----------- | ------ | ----------- | ------ | ----------- | ------ | ----------- | ------ | ----------- | ------ |
| Frauen            |             |             |        |             |        |             |        |             |        |             |        |
| Anna Fernstädtová | Einzel      | 1:02,35 min | 6      | 1:02,44 min | 6      | 1:02,27 min | 10     | 1:02,26 min | 6      | 4:09,32 min | 7      |

### Ski Alpin
| Athleten         | Wettbewerbe        | 1. Lauf     | 1. Lauf | 2. Lauf       | 2. Lauf       | Gesamt      | Gesamt |
| Athleten         | Wettbewerbe        | Zeit        | Rang    | Zeit          | Rang          | Zeit        | Rang   |
| ---------------- | ------------------ | ----------- | ------- | ------------- | ------------- | ----------- | ------ |
| Frauen           |                    |             |         |               |               |             |        |
| Gabriela Capová  | Slalom             | 55,96 s     | 33      | 55,28 s       | 33            | 1:51,24 min | 32     |
| Martina Dubovská | Slalom             | 53,90 s     | 16      | 53,13 s       | 14            | 1:47,03 min | 13     |
| Ester Ledecká    | Abfahrt            | —           | —       | —             | —             | 1:38,18 min | 27     |
| Ester Ledecká    | Alpine Kombination | 1:32,43 min | 2       | 55,89 s       | 5             | 2:28,32 min | 4      |
| Ester Ledecká    | Super-G            | —           | —       | —             | —             | 1:13,94     | 5      |
| Tereza Nová      | Abfahrt            | —           | —       | —             | —             | 1:39,38 min | 28     |
| Tereza Nová      | Alpine Kombination | 1:37,07 min | 23      | 58,39 s       | 12            | 2:35,46 min | 14     |
| Tereza Nová      | Super-G            | —           | —       | —             | —             | 1:17,88 min | 33     |
| Barbora Nováková | Abfahrt            | —           | —       | —             | —             | 1:39,50 min | 29     |
| Barbora Nováková | Super-G            | —           | —       | —             | —             | 1:18,26 min | 36     |
| Elese Sommerová  | Riesenslalom       | DNF         | DNF     | ausgeschieden | ausgeschieden | DNF         | DNF    |
| Elese Sommerová  | Slalom             | 56,38 s     | 38      | DNF           | DNF           | DNF         | DNF    |
| Männer           |                    |             |         |               |               |             |        |
| Kryštof Krýzl    | Riesenslalom       | 1:07,29 min | 26      | 1:08,27 min   | 19            | 2:15,56 min | 19     |
| Kryštof Krýzl    | Slalom             | DNF         | DNF     | ausgeschieden | ausgeschieden | DNF         | DNF    |
| Jan Zabystřan    | Alpine Kombination | 1:44,54 min | 9       | DNF           | DNF           | DNF         | DNF    |
| Jan Zabystřan    | Riesenslalom       | DNF         | DNF     | ausgeschieden | ausgeschieden | DNF         | DNF    |
| Jan Zabystřan    | Slalom             | DNF         | DNF     | ausgeschieden | ausgeschieden | DNF         | DNF    |
| Jan Zabystřan    | Super-G            | —           | —       | —             | —             | 1:23,09 min | 25     |

| Athleten                                                | Wettbewerbe | Achtelfinale | Achtelfinale | Viertelfinale | Viertelfinale | Halbfinale    | Halbfinale    | Finale        | Finale        | Rang |
| Athleten                                                | Wettbewerbe | Gegner       | Punkte       | Gegner        | Punkte        | Gegner        | Punkte        | Gegner        | Punkte        | Rang |
| ------------------------------------------------------- | ----------- | ------------ | ------------ | ------------- | ------------- | ------------- | ------------- | ------------- | ------------- | ---- |
| Mixed                                                   |             |              |              |               |               |               |               |               |               |      |
| Elese Sommerová Kryštof Krýzl Tereza Nová Jan Zabystřan | Mannschaft  | Frankreich   | 1:3          | ausgeschieden | ausgeschieden | ausgeschieden | ausgeschieden | ausgeschieden | ausgeschieden | 14   |

### Skilanglauf
| Athleten                                                         | Wettbewerbe     | Zeit        | Rang |
| ---------------------------------------------------------------- | --------------- | ----------- | ---- |
| Frauen                                                           |                 |             |      |
| Petra Hynčicová                                                  | 10 km Klassisch | 31:28,0 min | 42   |
| Petra Hynčicová                                                  | 15 km Skiathlon | 48:40,8 min | 26   |
| Petra Hynčicová                                                  | 30 km Freistil  | 1:36:26,6h  | 41   |
| Kateřina Janatová                                                | 10 km Klassisch | 31:07,2 min | 34   |
| Kateřina Janatová                                                | 30 km Freistil  | 1:31:43,2 h | 22   |
| Petra Nováková                                                   | 10 km Klassisch | 31:00,7 min | 30   |
| Petra Nováková                                                   | 15 km Skiathlon | 48:52,7 min | 30   |
| Petra Nováková                                                   | 30 km Freistil  | DNF         | DNF  |
| Tereza Beranová Petra Nováková Kateřina Janatová Petra Hynčicová | 4 × 5 km        | 59:32,6 min | 13   |
| Männer                                                           |                 |             |      |
| Adam Fellner                                                     | 15 km Klassisch | 41:01,0 min | 31   |
| Adam Fellner                                                     | 30 km Skiathlon | 1:25:39,5 h | 46   |
| Adam Fellner                                                     | 50 km Freistil  | 1:18:14,3 h | 42   |
| Petr Knop                                                        | 15 km Klassisch | 42:34,4 min | 54   |
| Petr Knop                                                        | 30 km Skiathlon | 1:25:38,4 h | 44   |
| Petr Knop                                                        | 50 km Freistil  | 1:16:35,0 h | 37   |
| Michal Novák                                                     | 15 km Klassisch | 42:06,6 min | 50   |
| Michal Novák                                                     | 30 km Skiathlon | 1:20:50,9 h | 18   |
| Michal Novák                                                     | 50 km Freistil  | DNS         | DNS  |
| Jan Pechoušek                                                    | 15 km Klassisch | DNS         | DNS  |
| Adam Fellner Michal Novák Petr Knop Jan Pechoušek                | 4 × 10 km       | 2:04:57,8 h | 12   |

| Athleten                          | Wettbewerbe | Qualifikation | Qualifikation | Viertelfinale | Viertelfinale | Halbfinale    | Halbfinale    | Finale        | Finale        | Rang |
| Athleten                          | Wettbewerbe | Zeit          | Rang          | Zeit          | Rang          | Zeit          | Rang          | Zeit          | Rang          | Rang |
| --------------------------------- | ----------- | ------------- | ------------- | ------------- | ------------- | ------------- | ------------- | ------------- | ------------- | ---- |
| Frauen                            |             |               |               |               |               |               |               |               |               |      |
| Tereza Beranová                   | Sprint      | 3:22,20 min   | 22            | 3:22,59 min   | 4             | ausgeschieden | ausgeschieden | ausgeschieden | ausgeschieden | 20   |
| Zuzana Holíková                   | Sprint      | 3:29,63 min   | 44            | ausgeschieden | ausgeschieden | ausgeschieden | ausgeschieden | ausgeschieden | ausgeschieden | 44   |
| Petra Hynčicová                   | Sprint      | 3:24,51 min   | 33            | ausgeschieden | ausgeschieden | ausgeschieden | ausgeschieden | ausgeschieden | ausgeschieden | 33   |
| Kateřina Janatová                 | Sprint      | 3:20,80 min   | 15            | 3:20,12 min   | 4             | ausgeschieden | ausgeschieden | ausgeschieden | ausgeschieden | 19   |
| Kateřina Janatová Petra Hynčicová | Team-Sprint | —             | —             | —             | —             | 23:55,59 min  | 8             | ausgeschieden | ausgeschieden | 15   |
| Männer                            |             |               |               |               |               |               |               |               |               |      |
| Ondřej Černý                      | Sprint      | 2:50,65 min   | 9             | 3:10,62 min   | 6             | ausgeschieden | ausgeschieden | ausgeschieden | ausgeschieden | 26   |
| Michal Novák                      | Sprint      | 2:52,49 min   | 21            | 2:55,36 min   | 5             | ausgeschieden | ausgeschieden | ausgeschieden | ausgeschieden | 23   |
| Jan Pechoušek                     | Sprint      | 2:55,03 min   | 33            | ausgeschieden | ausgeschieden | ausgeschieden | ausgeschieden | ausgeschieden | ausgeschieden | 33   |
| Luděk Šeller                      | Sprint      | 2:54,09 min   | 29            | 3:01,83 min   | 6             | ausgeschieden | ausgeschieden | ausgeschieden | ausgeschieden | 29   |
| Luděk Šeller Michal Novák         | Team-Sprint | —             | —             | —             | —             | 20:36,70 min  | 7             | ausgeschieden | ausgeschieden | 14   |

### Skispringen
| Athleten                                                           | Wettbewerb             | Qualifikation | Qualifikation | Qualifikation | 1. Durchgang  | 1. Durchgang  | 1. Durchgang  | 2. Durchgang  | 2. Durchgang  | 2. Durchgang  | Gesamt        | Gesamt        |
| Athleten                                                           | Wettbewerb             | Weite         | Punkte        | Rang          | Weite         | Punkte        | Rang          | Weite         | Punkte        | Rang          | Punkte        | Rang          |
| ------------------------------------------------------------------ | ---------------------- | ------------- | ------------- | ------------- | ------------- | ------------- | ------------- | ------------- | ------------- | ------------- | ------------- | ------------- |
| Frauen                                                             |                        |               |               |               |               |               |               |               |               |               |               |               |
| Anežka Indráčková                                                  | Normalschanze          | —             | —             | —             | 79,0 m        | 62,8          | 29            | 72,5 m        | 60,5          | 28            | 123,3         | 30            |
| Karolína Indráčková                                                | Normalschanze          | —             | —             | —             | 82,0 m        | 77,4          | 24            | 65,0 m        | 53,3          | 30            | 130,7         | 28            |
| Klára Ulrichová                                                    | Normalschanze          | —             | —             | —             | 70,5 m        | 48,2          | 33            | ausgeschieden | ausgeschieden | ausgeschieden | 48,2          | 33            |
| Männer                                                             |                        |               |               |               |               |               |               |               |               |               |               |               |
| Roman Koudelka                                                     | Normalschanze          | 93,5 m        | 93,4          | 19            | 102,0 m       | 130,4         | 11            | 97,5 m        | 119,1         | 22            | 249,5         | 18            |
| Roman Koudelka                                                     | Großschanze            | 109,0 m       | 79,5          | 48            | 124,0 m       | 108,7         | 41            | ausgeschieden | ausgeschieden | ausgeschieden | 108,7         | 41            |
| Čestmír Kožíšek                                                    | Normalschanze          | 93,0 m        | 91,4          | 22            | 100,0 m       | 119,3         | 30            | 85,0 m        | 92,6          | 29            | 211,9         | 29            |
| Čestmír Kožíšek                                                    | Großschanze            | 126,0 m       | 107,8         | 25            | 122,5 m       | 108,1         | 42            | ausgeschieden | ausgeschieden | ausgeschieden | 108,1         | 42            |
| Radek Rýdl                                                         | Großschanze            | 105,0 m       | 74,5          | 50            | 118,5 m       | 96,7          | 47            | ausgeschieden | ausgeschieden | ausgeschieden | 96,7          | 47            |
| Filip Sakala                                                       | Normalschanze          | 67,5 m        | 39,2          | 51            | ausgeschieden | ausgeschieden | ausgeschieden | ausgeschieden | ausgeschieden | ausgeschieden | ausgeschieden | ausgeschieden |
| Filip Sakala                                                       | Großschanze            | 110,5 m       | 84,3          | 45            | 116,0 m       | 93,1          | 48            | ausgeschieden | ausgeschieden | ausgeschieden | 93,1          | 48            |
| Viktor Polášek Čestmír Kožíšek Filip Sakala Roman Koudelka         | Großschanze Mannschaft | —             | —             | —             | 425,5 m       | 279,5         | 9             | ausgeschieden | ausgeschieden | ausgeschieden | 279,5         | 9             |
| Mixed                                                              |                        |               |               |               |               |               |               |               |               |               |               |               |
| Klára Ulrichová Čestmír Kožíšek Karolína Indráčková Roman Koudelka | Normalschanze Mixed    | —             | —             | —             | 340,5 m       | 362,5         | 7             | 341,5 m       | 360,3         | 7             | 772,8         | 7             |

### Snowboard
| Athleten         | Wettbewerbe | Qualifikation | Qualifikation | Finale        | Finale        | Rang |
| Athleten         | Wettbewerbe | Punkte        | Rang          | Punkte        | Rang          | Rang |
| ---------------- | ----------- | ------------- | ------------- | ------------- | ------------- | ---- |
| Frauen           |             |               |               |               |               |      |
| Šárka Pančochová | Big Air     | 123,00        | 14            | ausgeschieden | ausgeschieden | 14   |
| Šárka Pančochová | Slopestyle  | 25,51         | 26            | ausgeschieden | ausgeschieden | 26   |
| Šárka Pančochová | Halfpipe    | 41,75         | 18            | ausgeschieden | ausgeschieden | 18   |

| Athleten        | Wettbewerbe           | Qualifikation | Qualifikation | Achtelfinale  | Achtelfinale  | Viertelfinale | Viertelfinale | Halbfinale    | Halbfinale    | Finale/Platz 3 | Finale/Platz 3 | Rang |
| Athleten        | Wettbewerbe           | Zeit          | Rang          | Gegner        | Zeit          | Gegner        | Zeit          | Gegner        | Zeit          | Gegner         | Zeit           | Rang |
| --------------- | --------------------- | ------------- | ------------- | ------------- | ------------- | ------------- | ------------- | ------------- | ------------- | -------------- | -------------- | ---- |
| Frauen          |                       |               |               |               |               |               |               |               |               |                |                |      |
| Ester Ledecká   | Parallel-Riesenslalom | 1:23,63 min   | 1             | Ochner        | DNF           | Król          | DNF           | Dekker        | DNF           | Ulbing         | DNF            | Gold |
| Zuzana Maděrová | Parallel-Riesenslalom | 1:34,59 min   | 23            | ausgeschieden | ausgeschieden | ausgeschieden | ausgeschieden | ausgeschieden | ausgeschieden | ausgeschieden  | ausgeschieden  |      |

| Athleten          | Wettbewerbe    | Qualifikation | Qualifikation | Achtelfinale | Viertelfinale | Halbfinale    | Finale        | Rang |
| Athleten          | Wettbewerbe    | Zeit          | Rang          | Rang         | Rang          | Rang          | Rang          | Rang |
| ----------------- | -------------- | ------------- | ------------- | ------------ | ------------- | ------------- | ------------- | ---- |
| Frauen            |                |               |               |              |               |               |               |      |
| Vendula Hopjáková | Snowboardcross | 1:25,49 min   | 23            | 4 (DNF)      | ausgeschieden | ausgeschieden | ausgeschieden | 28   |
| Männer            |                |               |               |              |               |               |               |      |
| Radek Houser      | Snowboardcross | DNS           | DNS           | DNS          | DNS           | DNS           | DNS           | DNS  |